# Pfarrkirche Deinzendorf

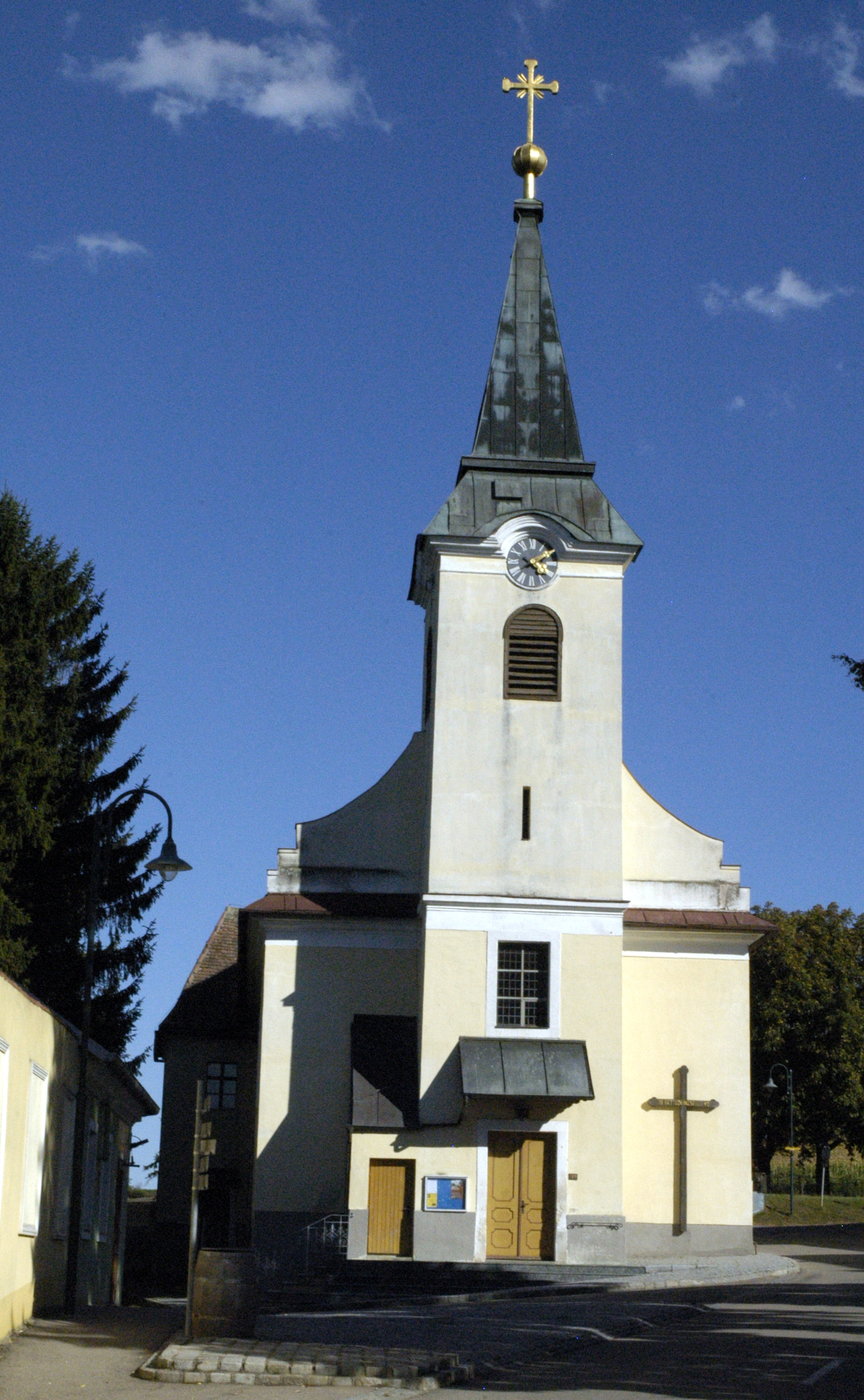
Kath. Pfarrkirche Hll. Dreifaltigkeit in Deinzendorf

Die römisch-katholische Pfarrkirche Deinzendorf steht am östlichen Ortsrand von Deinzendorf in der Marktgemeinde Zellerndorf im Bezirk Hollabrunn in Niederösterreich. Die der Heiligen Dreifaltigkeit geweihte Kirche gehört zum Dekanat Retz-Pulkautal im Vikariat Unter dem Manhartsberg der Erzdiözese Wien. Bis 1. September 2016 gehörte sie zum Dekanat Retz. Das Kirchengebäude steht unter Denkmalschutz (Listeneintrag).

## Geschichte
Die Pfarre wurde 1784 gegründet. Die Josephinische Saalkirche wurde von 1786 bis 1788 erbaut.

## Kirchenbau
Kirchenäußeres
Der klassizistische Bau hat einen leicht eingezogenen Rechteckchor und einen vorstehenden Westturm mit Uhrengiebeln und einem Pyramidenhelm. Die Fassade zeigt Segmentbogenfenster und schließt oben mit einem umlaufenden Traufgesims ab. Die Westfassade ist schlicht und trägt geschweifte Blendgiebel.
Kircheninneres
Der Saalraum unter einer Flachdecke ist mit Lisenen gegliedert. Die platzlunterwölbte Westempore auf Segmentbogen schwingt mittig vor und trägt eine Orgel. Der halbkreisförmige Triumphbogen ist leicht eingezogen. Der Rechteckchor hat abgeschrägte Ecken. Die neugotischen Glasfenster aus 1896/1897 zeigen die Mariä Krönung, Mariä Himmelfahrt, Pfingsten, Christi Himmelfahrt und die Auferstehung.

## Ausstattung
Der Hochaltar als klassizistisches Säulenretabel ist aus dem Ende des 18. Jahrhunderts. Das Altarblatt Hl. Dreifaltigkeit entstand um 1900. Die seitlichen Figuren Joachim und Anna sind aus dem 18. Jahrhundert. Der Seitenaltar aus dem späten 18. Jahrhundert zeigt ein Altarbild Anna und Maria von Martin Johann Schmidt (um 1780), welches aus der Franziskanerkirche in Langenlois hierher übertragen wurde. Die Kanzel aus dem späten 18. Jahrhundert zeigt mit Reliefs am Kanzelkorb die Schlüsselübergabe an Petrus, die Verleugnung Christi und den Gang nach Emmaus. Das Weihwasserbecken aus dem späten 18. Jahrhundert trägt einen neugotischen Deckel um 1900.
Die Orgel baute Johann M. Kauffmann (1905) in einem klassizistischen Gehäuse aus dem späten 19. Jahrhundert.